# Salátagalambbegy
A salátagalambbegy, madársaláta, mezei saláta vagy egyszerűen galambbegy (Valerianella locusta) a macskagyökérformák (Valerianoideae) alcsaládjába sorolt galambbegy (Valerianella) növénynemzetség egy faja. Népies elnevezése a madársaláta és a mezeisaláta is, melyek azonban részben megtévesztőek: a növény nem a saláta (Lactuca) növénynemzetségbe tartozik, de salátanövény, azaz leveleit szokás salátaként vagy saláta részeként fogyasztani.

## Elterjedése
Őshazája a Mediterráneum és Közép-Európa, ma már azonban Európa nagyobb részén (Skandinávia déli részéig, Ukrajnáig, a Krímig és a Kaukázusig) elterjedt. Az amerikai kontinensen (Észak- és Dél-Amerikában is) meghonosodott, miután az ember behurcolta.

## Jellemzői
Egyéves lágyszárú, mely 10–25 cm magasra nő meg. Ősszel indul növekedésnek s áttelel, így kora tavaszi növénynek számít (Ujvárosi Miklós gyomnövény-életformarendszerében a T1 csoportba tartozik). Az alsó, tőlevélrózsában álló levelek alakja lapockás, a szárleveleké lándzsás. Az április és május folyamán nyíló halványkék virágai csoportosan, csomókban állnak. A kifejlődő termések két oldalról összenyomott makkocskák: alakjuk szélesen kerekded, kissé tojásdad, felületük teljesen kopasz vagy csak nagyon finoman pelyhes, az oldalukon pedig két-két lapos borda húzódik. A termés háromrekeszű, keresztmetszetét tekintve a középen álló középső rekesz tartalmazza a magot, az egyik szélső rekesz meddő, azaz üres, a másik szélső rekeszt pedig szivacsos állomány tölti ki.

## Élőhelye
Magyarországon bokros, cserjés területeken, fasorok mentén, parlagos, füves helyeken, legelőkön, lucernásokban gyakori növény. Az agyagosabb talajú szántóföldeket is kedveli, a kalászos vetések szélén fordul elő.

## Felhasználása
Európában és Észak-Amerikában a gabonaföldeken gyomnak számít, fogasolással irtható.
Főleg a mediterrán országokban salátaként vagy hideg előételekben fogyasztják leveleit, de főzeléket és krémlevest is készítenek belőle. Egyes helyeken a nagyobb levelű változatokat a 17. század első felétől kezdve termesztik.
A fejes salátához képest kevésbé fagyérzékeny, szénhidrát- és kalóriatartalma nagyobb, illetve mivel áttelel, már március elején az asztalra kerülhet, de enyhébb teleken már január végén szedhető.
B1-, B2-, C-vitaminban, tartalmaz még ásványi sókat, főleg meszet, foszfort, és emésztésserkentő hatású, káliumban gazdag.

## Lásd még
- Salátagalambbegy krémleves

## Képgaléria
|  |  |  |  |